# 王德海
王德海（1908年—1958年6月27日），青海蒙古族，青海省都兰县二区（今属烏蘭縣銅普镇）察漢河村人，末任青海左翼盟和碩特西前旗札薩克和碩親王。

## 生平
王德海為和硕特西前旗（俗称“王家旗”）老王爺才拉什札布之女婿。招贅後，協助岳父處理旗務。民國35年（1946年），經青海省督察公署專員韓進錄向馬步芳書面推薦，委任為「青海王」。繼任王爺後，在辦理督察專員公署和縣政府分派的軍馬、苦役、稅收等差事的同時，積極為旗內外牧民群眾辦實事。同年秋，汪什代海部落兩名藏族群眾在和碩特西後旗（柯柯旗）因偷宰他人羊只，與當地蒙古族群眾發生糾紛，後經王德海等人調解，公正地解決了爭端。翌年，應本旗鹽工家屬苦求，派秘書張義禮前往茶卡，請求鹽務局局長馬土英調回王家旗鹽工，未被准允，便親自前往西寧，經齊雨民引薦，在省政府秘書長馬驥的陪同下，晉見省政府主席馬步芳，調回鹽工一事方得解決。民國37年（1948年）4月，省督察專員公署在察汗烏蘇召開海西八旗王公會議，會上被推舉為青海蒙古左翼盟盟長，並舉行隆重的委任及授印儀式。
民國38年（1949年）10月中共建政，同月中旬籌建都蘭縣人民政府，王德海被青海省軍政委員會任命為都蘭縣副縣長。隨後被人民政府送到中央民族學院幹部訓練班學習。1952年，從中央民族學院幹部訓練班結業，返回海西地區工作，並與馬丹江從西寧聘請內蒙古籍教師吉格美德，在都蘭寺辦起海西地區第一所民族小學。都蘭縣人民政府遷往察汗烏蘇時，組織本旗牧民擔任護送任務，並四處借調糧草，解決幹部口糧及其乘騎的飼料，事後用自家糧食償還。1953年，王海德被選為都蘭自治區（縣級）人民代表大會籌委會副主任。同年9月召開的都蘭縣第二屆人民代表大會上，當選為都蘭自治區人民政府副主席。1954年，省委決定組建省人民政府解放瑪積雪山工作團，進駐瑪積雪山地區。王德海擔任工作團副團長，利用與若博土尕頭人的密切關係，做好部落頭人的說服、勸導工作，從而順利完成任務，進入了瑪積雪山地區。1955年，當選為海西蒙古族藏族哈薩克族自治州副州長。1958年，在「平叛擴大化」中被捕入獄，當年6月27日死於獄中。1981年8月，經青海省高級人民法院複查，撤銷原判，平反昭雪。